# Sendbrief vom Dolmetschen
Martin Luthers Sendbrief vom Dolmetschen und Fürbitte der Heiligen ist eine Art Offener Brief, in dem sich Luther acht Jahre nach seiner Bibelübersetzung des Neuen Testaments zum Übersetzen und Übertragen aus dem Lateinischen und Altgriechischen ins Deutsche äußert. Im Original lautet der Titel der Schrift „Ein Sendbrieff D.M. Lutthers Von Dolmetzschen und Fürbitt der heiligenn“. Verfasst hat Luther den Sendbrief vom Dolmetschen, wie er abgekürzt bezeichnet wird, im Jahre 1530 auf der Veste Coburg. Er gilt als charakteristisches Zeugnis Luthers für seine Auffassung von der Aufgabe des Übersetzers und wird in der Bibel- und Sprachforschung als wichtige Quelle für die Geschichte der lutherischen Bibelübersetzung angesehen. Der Sendbrief ist ein Plädoyer für eine verständliche Sprache und eine sinngemäße Wiedergabe und Interpretation von Texten. Entstanden ist er auch als Antwort gegen den katholischen Vorwurf der Textverfälschung in Luthers Bibelübersetzung.

## Geschichtlicher Hintergrund
Nach seiner Weigerung, beim Reichstag zu Worms im Jahre 1521 seine Thesen zu widerrufen, fand Luther bei seinem Landesfürsten Friedrich von Sachsen in der Wartburg bei Eisenach Unterschlupf. Während seines Aufenthalts dort vom 4. Mai 1521 bis zum 1. März 1522 übersetzte er das Neue Testament in „ein reines und klares Deutsch“. Als Vorlage dienten ihm neben der lateinischen Bibelversion hebräische und griechische Quellen.
Im Sendbrief vom Dolmetschen, der etwa dem entspricht, was man auch als Flugschrift bezeichnet, befasst sich Luther eingehend mit seiner Art der Bibelübersetzung. Anlass für den Sendbrief war die zunehmende Kritik an seiner acht Jahre zuvor abgeschlossenen Bibelübersetzung. Er verfasste den Sendbrief 1530 während des Augsburger Reichstages auf der Veste Coburg, von wo aus er insgesamt 105 Briefe an seine Freunde in Augsburg und ganz Deutschland versandte. Die protestantische Seite stellte dort mit der von Philipp Melanchthon (1497–1560) ausgearbeiteten Augsburgischen Konfession eine Art Manifest ihrer Glaubenslehre vor. Zum Teil geht Luther in seinem Sendbrief auf einen Bericht Melanchthons über seine Verhandlungen in Augsburg ein, unter anderem zum Streit über einige Passagen in der Bibelübersetzung.
Zu dieser Zeit stand Luther unter dem Schutz von Johann dem Beständigen, der von 1525 bis 1532 Kurfürst von Sachsen war. Am Reichstag in Augsburg konnte Luther, der aufgrund der Beschlüsse des Reichstags zu Worms noch unter Reichsacht stand, nicht teilnehmen. Kurfürst Johann wollte Luther ursprünglich in der freien Reichsstadt Nürnberg einquartieren. Dort wäre er nicht allzu weit entfernt von den Verhandlungen in Augsburg gewesen. Doch Nürnberg lehnte ab. Die Stadt wollte sich gegenüber Kaiser Karl V. nicht in Schwierigkeiten bringen. Deshalb blieb Luther in Coburg. Offenbar gefiel es ihm auf der Veste recht gut. In einem Brief an Melanchthon schrieb er: „Der Ort ist sehr hübsch und sehr bequem zum Studieren... Es fehlt nichts zu unserer Abgeschiedenheit. Nämlich jenes große Haus, das auf dem Schloss hervorragt, ist gänzlich unser und wir haben die Schlüssel zu allen Gemächern bekommen.“

Der Sendbrief ist Luthers bekanntestes Coburger Werk. Das fertige Manuskript übersandte Luther am 12. September 1530 an  seinen Freund Wenzeslaus Linck (1483–1547), mit der Bitte: 

„Bitt derhalben einen jeden Liebhaber der Wahrheit, er wolle sich dieses Werk aufs beste lassen empfohlen sein und Gott treulich bitten, um rechten Verstand der göttlichen Schrift zur Besserung und Mehrung der ganzen Christenheit. Amen.“

 In dem Anschreiben beauftragte er Wenzeslaus Linck, das Manuskript an den Nürnberger Buchdrucker Georg Rottmaier zur Drucklegung weiterzuleiten. 

## Adressaten und Zielrichtung
Luther wollte sich mit dem Sendbrief vor allem auch gegen den katholischen Vorwurf der Textverfälschung wehren. Die Kritik von katholischer Seite kam insbesondere von Luthers theologischem Gegenspieler Johannes Eck und entzündete sich an der Übersetzung des Paulusbriefs an die Römer. Da Luther dem Augsburger Reichstag nur indirekt von Coburg aus beiwohnen konnte, schaltete er sich mit seiner Flugschrift öffentlichkeitswirksam in den dort stattfindenden Disput ein. Er erläutert und verteidigt seine Bibelübersetzung und geht dabei eingehend auf den Streit um das lateinische Wort „Sola“ („Allein“) ein, das er als Beispiel der Verteidigung einer nicht-wörtlichen Übersetzung anführt.
Über den Sendbrief gibt es zahlreiche wissenschaftliche Abhandlungen, die insbesondere auf die Absichten und die Zielrichtung dieser Flugschrift eingehen. Sicher ist, dass es sich um eine Schrift handelt, die inmitten einer heftigen Diskussion um Luthers Bibelübersetzung stattfand. Zum anderen beantwortet Luther auch konkrete Fragen seiner Mitstreiter und Anhänger.
Zugleich ist der Sendbrief eine Antwort auf die 1527 von Hieronymus Emser veröffentlichte katholische Fassung der Luther’schen Übersetzung der Bibel, die in katholischen Kreisen große Verbreitung fand. Emser wirft in seinem Vorwort Luther vor, falsch zu übersetzen. Allerdings weicht Emser in seiner Fassung nicht allzu weit von Luthers Bibelübersetzung ab. Deshalb interpretiert die Wissenschaft Luthers Sendbrief heute vor allem als Versuch, seinen eigenen Standpunkt stärker zu vertreten.
Die Zurechtweisungen in dem Sendbrief zielen weniger auf seine Gegner ab, die er als kompetente Richter nicht anerkennt und die ihm, wie er es formuliert, seine Sprache stehlen, sondern sind in erster Linie an seine Anhänger gerichtet. Ihnen versucht Luther darzulegen, dass seine Verdeutschungen sprachlich und sachlich gerechtfertigt sind.

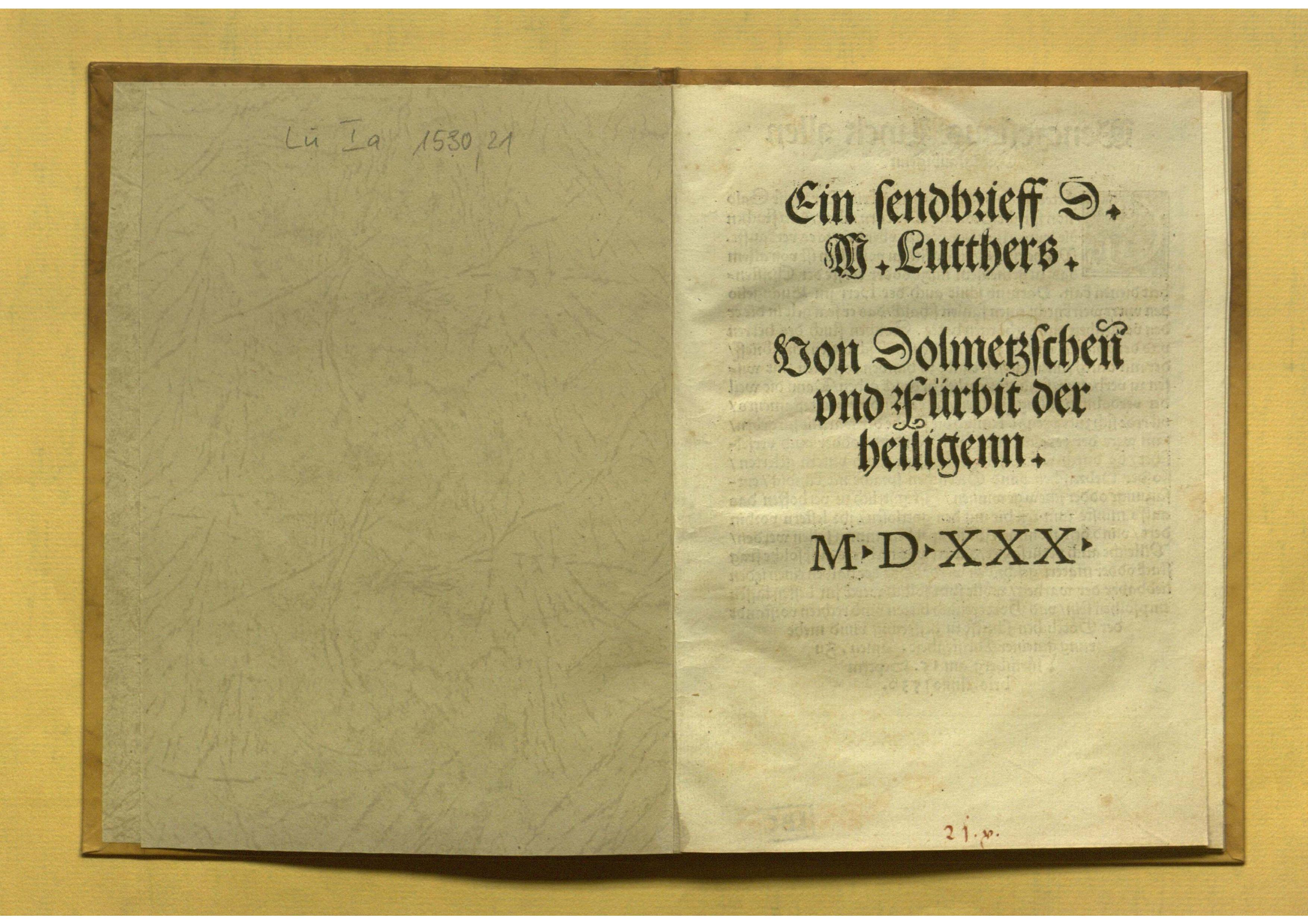
Titel des Sendbriefs
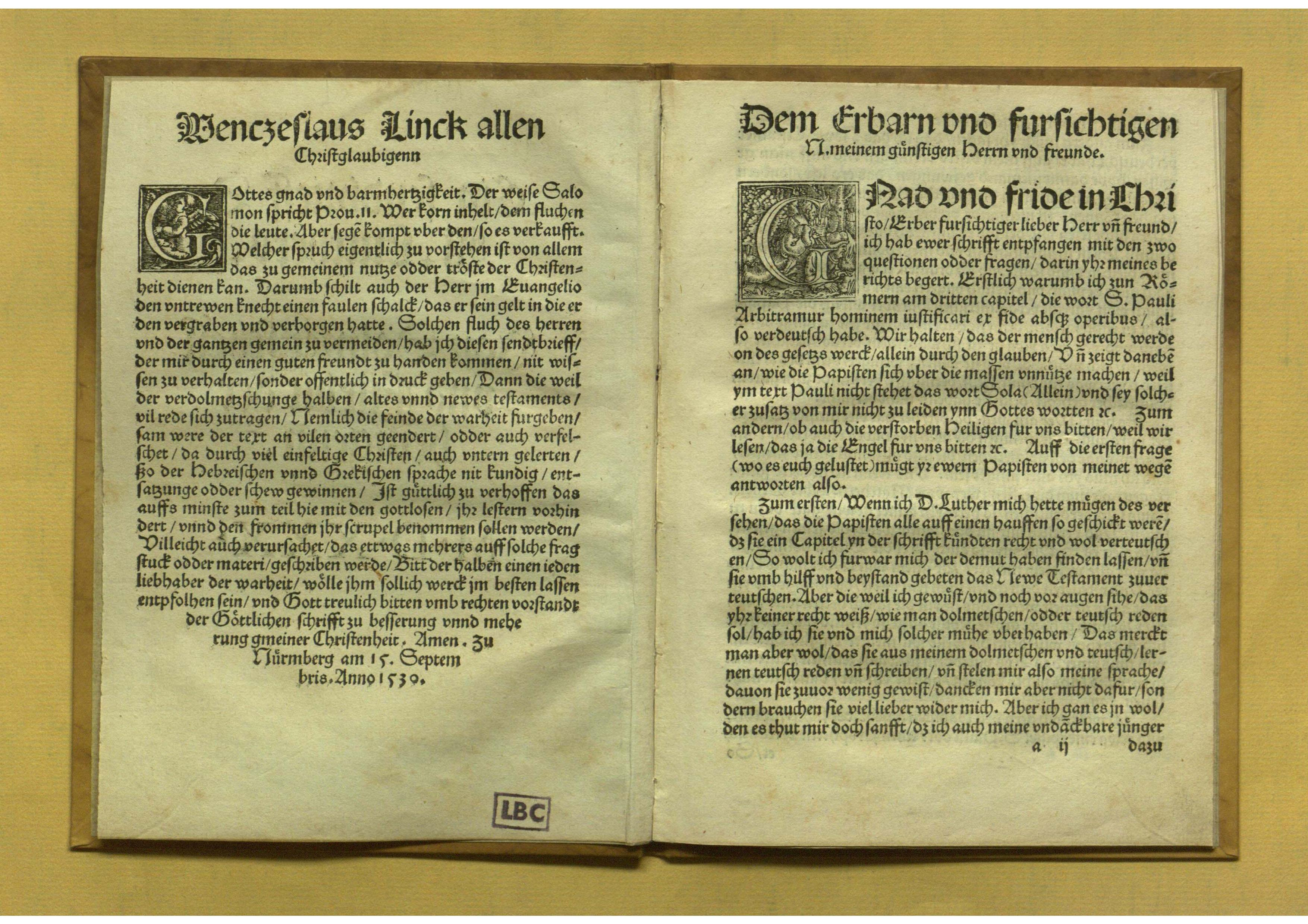
Einleitung und Widmung
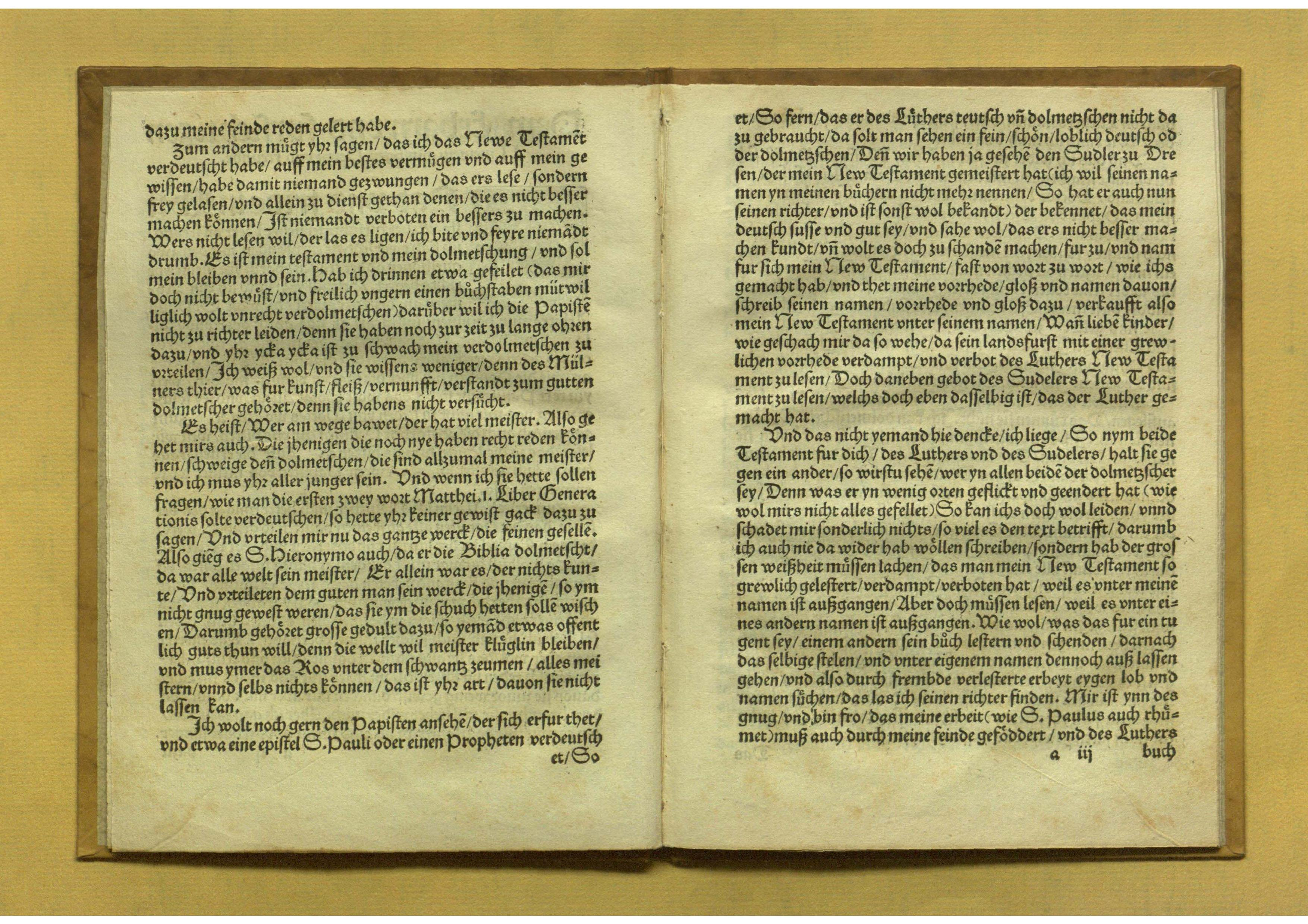
Über Hieronymus Emser

Hinweis: Die im Folgenden als Zitate aus dem Original ausgewiesenen Textstellen sind in ein heute etwas verständlicheres Deutsch übertragen.

## Inhalt und Gliederung
In dem Sendbrief erläutert Luther seine Vorgehensweise beim Übersetzen der Bibel. Er betont dabei die Zweckgebundenheit, Verständlichkeit und Berücksichtigung der kulturellen und sprachlichen Bedürfnisse der Menschen, die er mit seiner Bibelübersetzung und mit der Flugschrift ansprechen möchte. Die Schwierigkeiten beim Übersetzungsprozess und die oft langwierige Suche nach den richtigen Worten erwähnt er ebenso wie die spätere Reaktion mancher Leser, die sich entweder an der geschmeidigen Lektüre erfreuen und annehmen, dass die Übersetzung doch sicher ein Kinderspiel war, oder aber im Gegenteil deren Qualität bemängeln, weil sie über holprige Formulierungen stolpern.

Luther widmet den Sendbrief gleich am Anfang „Dem Erbarn und fursichtigen N., meinem gunstigen Herrn und freunde“ und teilt gleich kräftig gegen seine Gegner aus: 

„Zum ersten. Wenn ich, D. Luther, mich hätte können des versehen, daß alle Papisten zusammen so kundig wären, daß sie ein Kapitel in der Schrift könnten recht und gut verdeutschen, so wäre ich wahrlich so demütig gewesen und hätte sie um Hilf und Beistand gebeten, das Neue Testament zu verdeutschen....Man merkt es aber gut, daß sie aus meinem Dolmetschen und Deutsch lernen deutsch reden und schreiben und stehlen mir so meine Sprache, davon sie zuvor wenig gewußt; danken mir aber nicht dafür, sondern brauchen sie viel lieber wider mich.“

 Wiederholt geht Luther in der Sendschrift auf einen der konkreten Hauptstreitpunkte ein, auf seine Übersetzung des Paulusbriefs an die Römer, und hierbei konkret auf die Stelle Röm 3,28  mit der umstrittenen „sola fide“-Konzeption Luthers. Die Passage in Luthers Bibelübersetzung im Context zum einleitenden Satz in Röm 3,22  lautet: 

„Nun aber ist ohne Zutun des Gesetzes die Gerechtigkeit, die vor Gott gilt, offenbart, bezeugt durch das Gesetz und die Propheten. Ich rede aber von der Gerechtigkeit vor Gott, die da kommt durch den Glauben an Jesus Christus zu allen, die glauben. ... So halten wir nun dafür, dass der Mensch gerecht wird ohne des Gesetzes Werke, allein durch den Glauben.“

 Luther geht auf den Vorwurf ein, bei dem Ausdruck „allein durch den Glauben“, das die katholische Lehre von den guten Werken ausschließende „allein“ ohne Textgrundlage (lat. „sola“) eingefügt zu haben. Er begründet seine „Sola“-Übersetzung mit drei Argumenten: Zum einen weist er darauf hin, dass das Übersetzen ins Deutsche eine schwierige Aufgabe sei. Zweitens räumt er ein, dass das von ihm eingefügte „solum“ nicht in der Bibel steht, es aber im Deutschen Sinn habe, ein „allein“ zur Verstärkung der Aussage einzufügen:

„Wahr ist’s. Diese vier Buchstaben s-o-l-a stehen nicht drinnen. Aber wo man’s will klar und gewaltiglich verdeutschen, so gehöret es hinein, denn ich habe deutsch, nicht lateinisch noch griechisch reden wollen.“

Und schließlich verweist er darauf, dass Latein oder Griechisch nicht so ohne weiteres wortwörtlich ins Deutsche übersetzt werden könne. Am Ende holt er noch einmal weit aus unter Berufung auf Ambrosius und Augustinus und behauptet, dass er nicht der erste und einzige sei, der lehre, allein der Glaube mache gerecht, um so seine These auf unangefochtene Autoritäten der Kirchengeschichte zu stützen.
Ein anderes zentrales Thema der Sendschrift sind die Äußerungen Luthers zur Fürbitte der Heiligen, wie sie von Melanchthon im Artikel 21 der Confessio Augustana über den „Dienst der Heiligen“ vertreten wurde. Luther bekräftigt erneut seine Auffassung, dass die Anrufung der Heiligen in der Bibel nicht geboten sei. Es sei gegen die Schrift, sie neben Jesus Christus als Vermittler und Versöhner anzurufen, zumal der Heiligendienst die Gläubigen von Gott und Christus abziehe und dadurch Christi Versöhnungstat durch den Kreuzestod in Frage gestellt werde. (1 Tim 2,5 , Röm 8,34 , 1 Joh 2,1 )

Im letzten Absatz seiner Flugschrift spricht Luther von der Unschuld der Christen. Den Geistlichen der katholischen Kirche und vor allem dem Papst wirft er vor, die Menschen zu Sünden gezwungen zu haben, und er bezeichnet die Papisten als „bößwichter und verrether“ und „Erzmörder“. An dieser Stelle des Sendbriefs bricht er unvermittelt ab und verweist auf eine Fortsetzung, bittet um Wohlwollen der Leser und spricht den Ausgangssegen: 

„Aber es will jetzt zu lang werden. Es sei diesmal genug auf die Frage. Ein andermal mehr. Und haltet mir meine lange Schrift zu gut. Christus unser
Herr sei mit uns allen. Amen.“

In dem Sendbrief verknüpft Luther verschiedene, teils miteinander nicht im Zusammenhang stehende Themen: Eingangs erklärt er, dass es ihm um die Beantwortung von zwei Fragen geht, nämlich um das Wort alleyn im Römerbrief, und darum, ob die verstorbenen Heiligen für uns bitten können. Der Titel des Briefs „vom Dolmetschen“ insinuiert, dass das Thema Übersetzung Vorrang hat. Eine Textanalyse zeigt, dass nur knapp 20 % des Textes vom Dolmetschen handeln, etwa 18 % gehen auf Luthers „sola fide“-Konzeption im Römerbrief ein, 11 % betreffen die Fürbitten der Heiligen, der größte Teil des Textes, etwa 40 %, besteht aus Erklärungen zur eigenen Kompetenz und, teils recht polemisch, der seiner Kritiker.

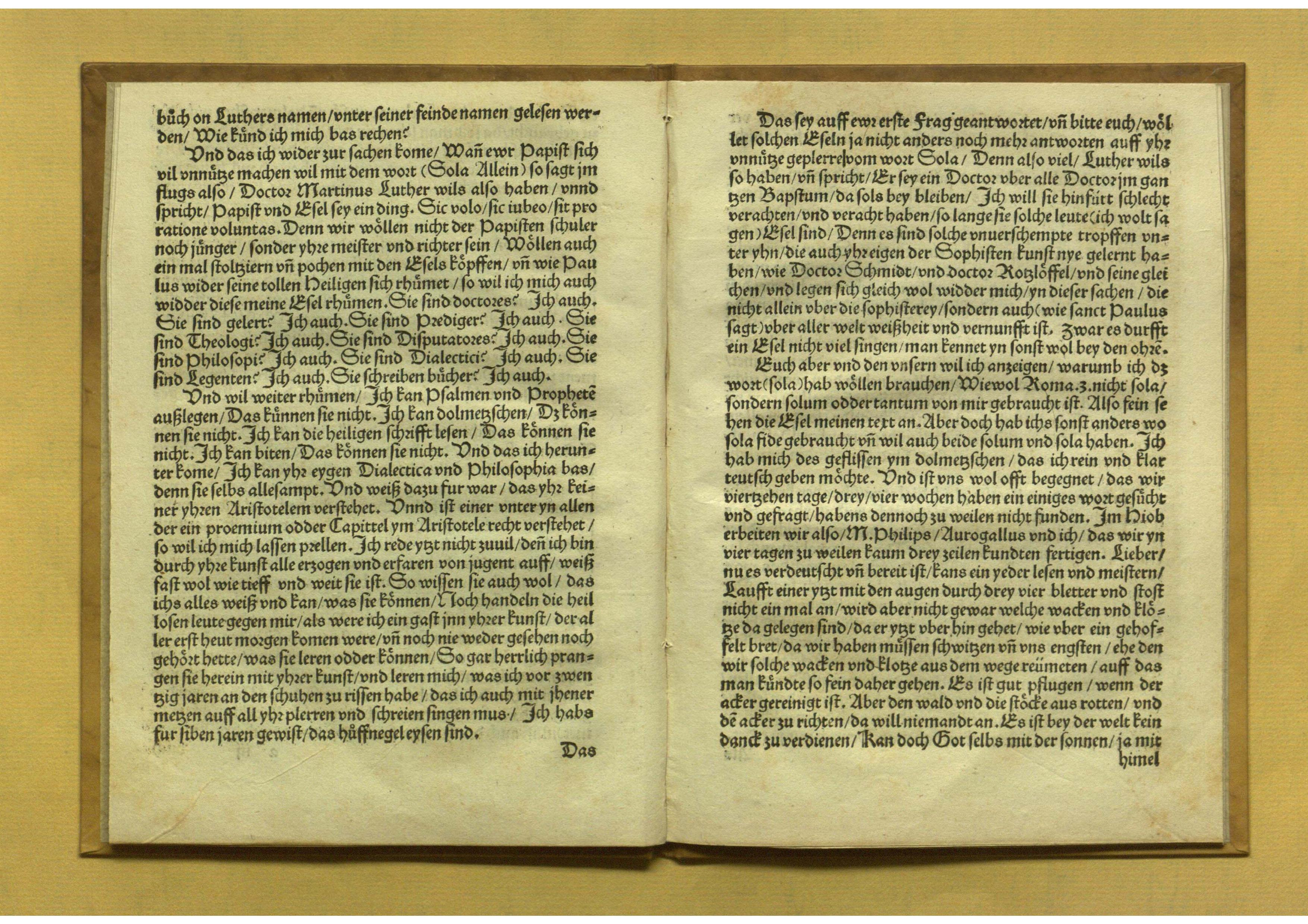
„..geplärre vom wort sola“
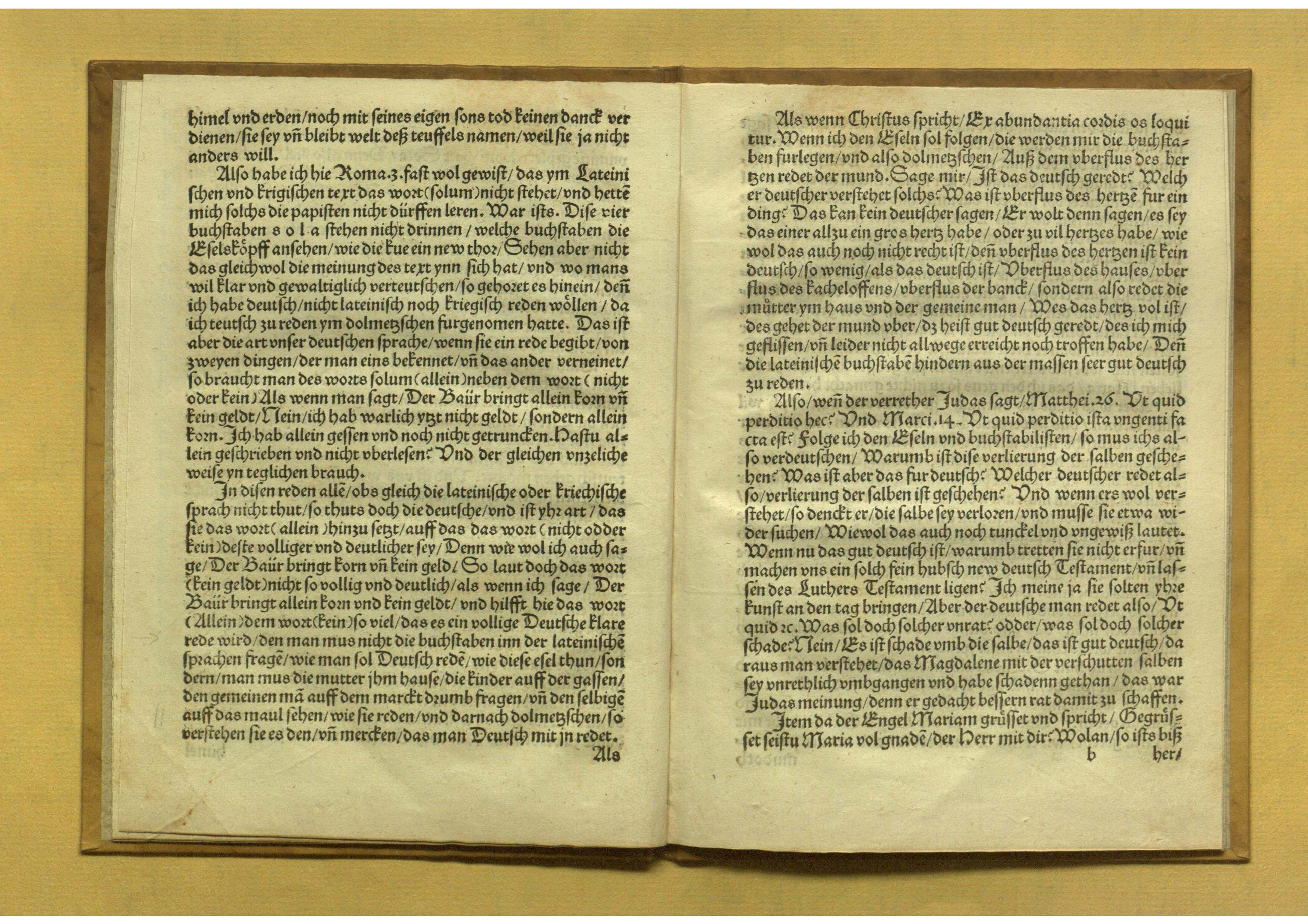
„wes des Herz voll ist...“
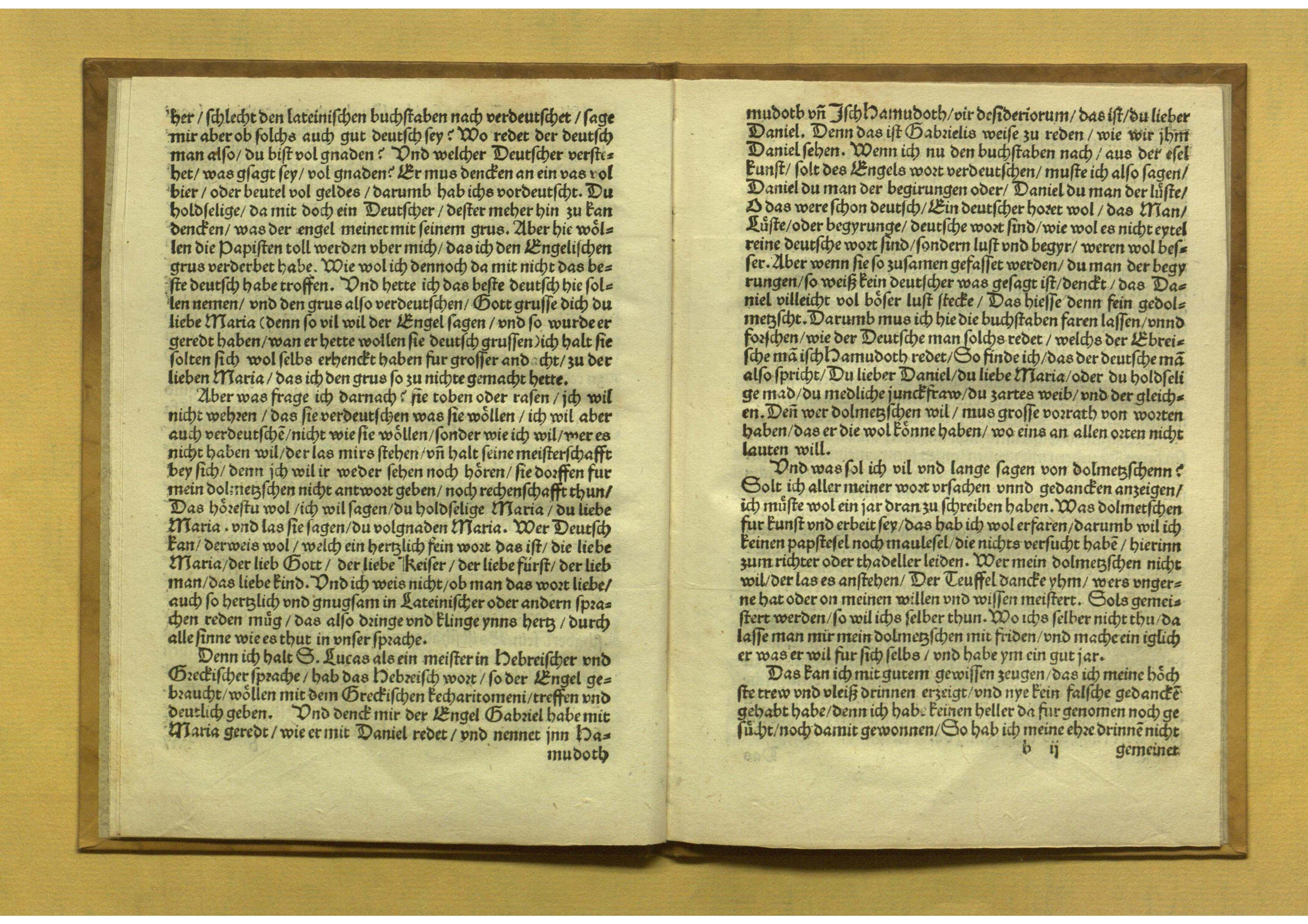
„..dolmetschen ist kunst“

## Primat der Sprache
Luther wollte den Bibellesern eine „völlige deutsche klare Rede“ bieten. Beratend stand ihm bei seiner Bibelübersetzung Philipp Melanchthon zur Seite, mit dem er um die Formulierungen rang. Im Sendbrief schreibt Luther, „dass wir ein Wort bis zu 14 Tage, drei, vier Wochen lang gesucht haben“.
Im Sendbrief nennt er konkret einige Beispiele: „Ex abundantia cordis os loquitur“ würde wortwörtlich übersetzt „aus dem Überfluss des Herzens redet der Mund“ heißen. Das aber, meint Luther, verstehe kein Deutscher. Er schlägt vor:

„Wes das Herz voll ist, des gehet der Mund über. Das heißt gutes Deutsch geredet, des ich mich beflissen und leider nicht allwege erreicht noch getroffen habe, denn die lateinischen Buchstaben hindern über die Maßen sehr, gutes Deutsch zu reden.“

Einige Aussagen Luthers im Sendbrief über die Art und Weise seiner Bibelübersetzung werden besonders häufig zitiert, zum Beispiel:

„denn man muss nicht die Buchstaben in der lateinischen Sprache fragen, wie man soll Deutsch reden, wie diese Esel tun, sondern man muss die Mutter im Hause, die Kinder auf der Gassen, den gemeinen Mann auf dem Markt drum fragen und denselbigen auf das Maul sehen, wie sie reden, und darnach dolmetschen; da verstehen sie es denn und merken, daß man deutsch mit ihnen redet.“

## Übersetzen oder Interpretieren
Letztlich geht es Luther und auch seinen Kritikern unabhängig von den theologischen Streitereien um die Frage, was eine werkgetreue Bibelübersetzung ist und was nicht, genau genommen wie weit eine Bearbeitung in Übersetzungen zulässig ist. Luther postuliert, dass die Zielsprache, sprich das Deutsche, Vorrang zu haben hat. Der Inhalt der Bibel soll mit den Mitteln der deutschen Zielsprache ausgedrückt werden, in „natürlichem“, nicht an die grammatischen Strukturen der Ausgangssprachen gebundenem Deutsch. Dies kommt insbesondere in folgender Passage zum Ausdruck:

„[...] sehen aber nicht, daß es gleichwohl dem Sinn des Textes entspricht, und wenn man’s will klar und gewaltiglich verdeutschen, so gehöret es hinein, denn ich habe deutsch, nicht lateinisch noch griechisch reden wollen, als ich deutsch zu reden beim Dolmetschen mir vorgenommen hatte.“

 Mit Luthers Sendbrief begann eine die Übersetzungswissenschaften bis heute beherrschende Diskussion über die Werktreue von Übersetzungen. Weitgehend hat sich Luthers Ansatz durchgesetzt, dass Übersetzung nicht eine Eins-zu-eins-Kopie eines Originaltextes sein muss, sondern dass beim Übersetzen Texte verändert werden können und teils auch müssen.

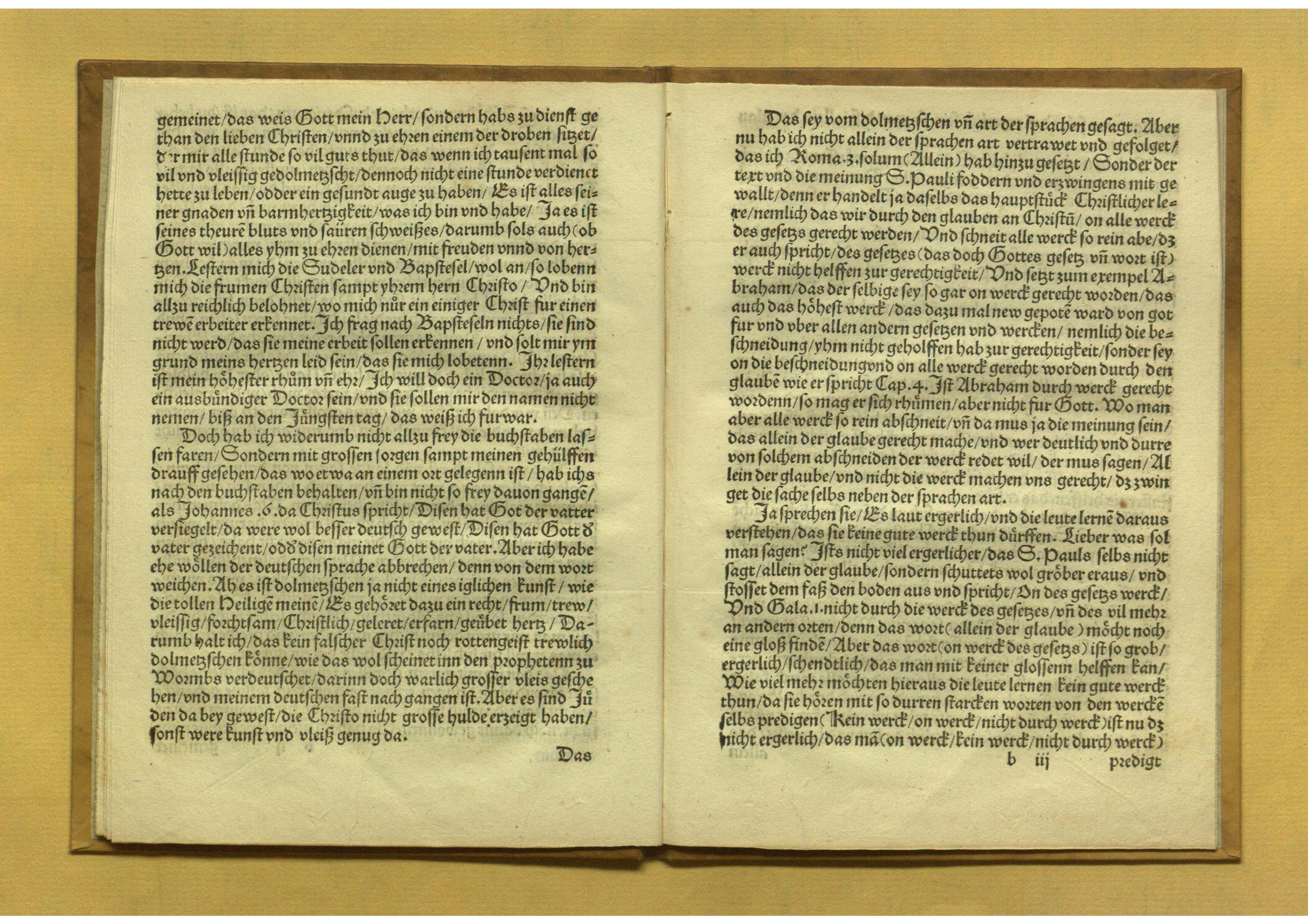
„..deutsch reden“
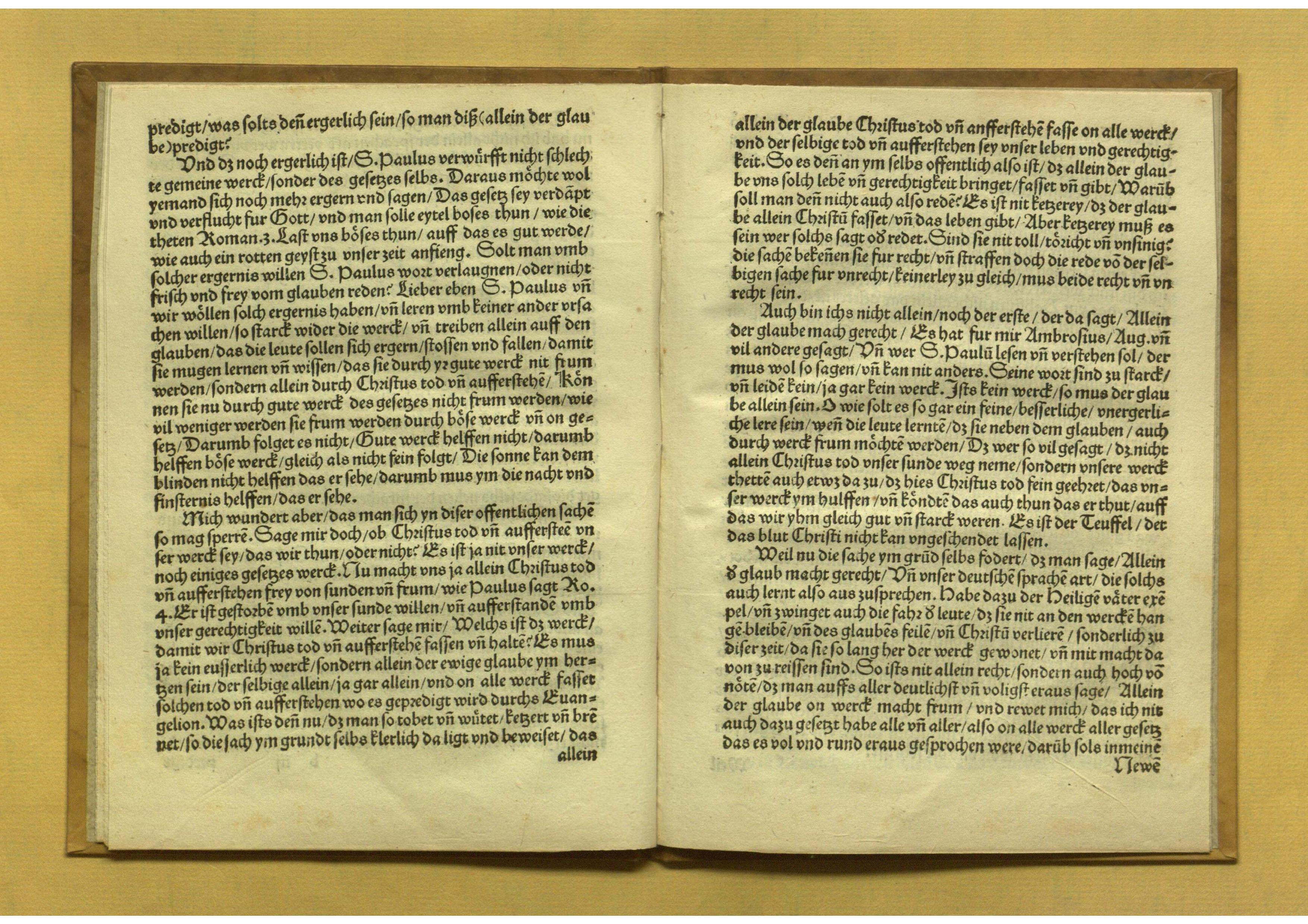
„..allein der glaube“
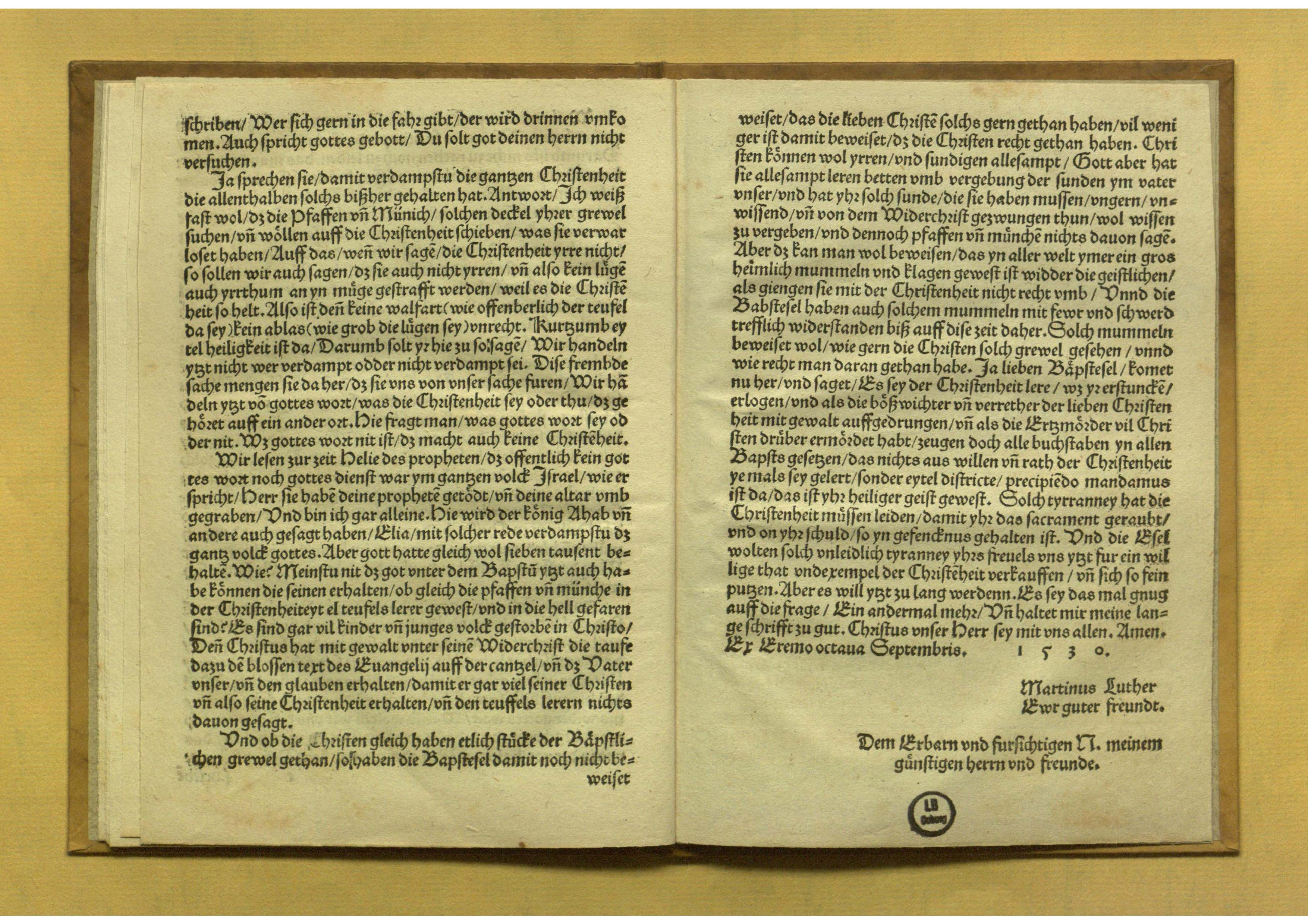
Gruß und Segen